# Nazionale femminile di pallavolo della Romania
La nazionale femminile di pallavolo della Romania è una squadra europea composta dalle migliori giocatrici di pallavolo della Romania ed è posta sotto l'egida della Federazione pallavolistica della Romania.

## Rosa
Segue la rosa delle giocatrici convocate per l'European Golden League 2024.
| N° | Nome                | Ruolo | Data di nascita  | Squadra         |
| -- | ------------------- | ----- | ---------------- | --------------- |
| 1  | Diana Ariton        | C     | 1º gennaio 1998  | Corona Brașov   |
| 2  | Diana Vereș         | L     | 27 novembre 2001 | Voluntari       |
| 3  | Rodica Buterez      | S     | 25 luglio 1999   | Potsdam         |
| 7  | Elizabet Inneh      | O     | 21 marzo 1999    | Chemik Police   |
| 8  | Ana Radu            | P     | 9 settembre 2001 | Rapid Bucarest  |
| 9  | Iarina Axinte       | P     | 16 giugno 2005   | Alba-Blaj       |
| 10 | Raisa Ioan          | C     | 5 maggio 1998    | Alba-Blaj       |
| 11 | Adriana Matei       | S     | 24 maggio 1998   | Voluntari       |
| 12 | Andra Badiu-Savu    | C     | 11 agosto 2004   | Rapid Bucarest  |
| 13 | Alexandra Ciucu     | L     | 13 novembre 1995 | Târgoviște      |
| 14 | Roxana Roman        | C     | 7 giugno 1998    | Rapid Bucarest  |
| 15 | Sorina Miclăuș      | S     | 15 aprile 1999   | Argeș Pitești   |
| 22 | Mădălina Airoaie    | S     | 22 luglio 2002   | Argeș Pitești   |
| 25 | Simina Străchinescu | O     | 23 maggio 1999   | Corona Brașov   |
| 26 | Teodora Iancu       | S     | 10 aprile 2004   | CSM Constanța   |
| 29 | Tara Cristea        | C     | 29 ottobre 2004  | Târgu Mureș     |
| 77 | Ana Cazacu          | S     | 21 luglio 1994   | Dinamo Bucarest |

## Risultati

### Competizioni FIVB
| 1964 | 4º posto        | Convocazioni |
| 1968 | non qualificata | -            |
| 1972 | non qualificata | -            |
| 1976 | non qualificata | -            |
| 1980 | 8º posto        | Convocazioni |
| 1984 | non qualificata | -            |
| 1988 | non qualificata | -            |
| 1992 | non qualificata | -            |
| 1996 | non qualificata | -            |
| 2000 | non qualificata | -            |
| 2004 | non qualificata | -            |
| 2008 | non qualificata | -            |
| 2012 | non qualificata | -            |
| 2016 | non qualificata | -            |
| 2020 | non qualificata | -            |
| 2024 | non qualificata | -            |

| 1952 | 5º posto        | Convocazioni |
| 1956 | 2º posto        | Convocazioni |
| 1960 | non qualificata | -            |
| 1962 | 5º posto        | Convocazioni |
| 1967 | non qualificata | -            |
| 1970 | 7º posto        | Convocazioni |
| 1974 | 5º posto        | Convocazioni |
| 1978 | non qualificata | -            |
| 1982 | non qualificata | -            |
| 1986 | non qualificata | -            |
| 1990 | non qualificata | -            |
| 1994 | 15º posto       | Convocazioni |
| 1998 | non qualificata | -            |
| 2002 | 16º posto       | Convocazioni |
| 2006 | non qualificata | -            |
| 2010 | non qualificata | -            |
| 2014 | non qualificata | -            |
| 2018 | non qualificata | -            |
| 2022 | non qualificata | -            |

### Competizioni CEV
| 1949 | 4º posto        | Convocazioni |
| 1950 | 5º posto        | Convocazioni |
| 1951 | non qualificata | -            |
| 1955 | 4º posto        | Convocazioni |
| 1958 | 4º posto        | Convocazioni |
| 1963 | 3º posto        | Convocazioni |
| 1967 | 9º posto        | Convocazioni |
| 1971 | 7º posto        | Convocazioni |
| 1975 | 7º posto        | Convocazioni |
| 1977 | 6º posto        | Convocazioni |
| 1979 | 5º posto        | Convocazioni |
| 1981 | 7º posto        | Convocazioni |
| 1983 | 6º posto        | Convocazioni |
| 1985 | 11º posto       | Convocazioni |
| 1987 | 8º posto        | Convocazioni |
| 1989 | 4º posto        | Convocazioni |
| 1991 | 6º posto        | Convocazioni |
| 1993 | 10º posto       | Convocazioni |
| 1995 | non qualificata | -            |
| 1997 | 11º posto       | Convocazioni |
| 1999 | 6º posto        | Convocazioni |
| 2001 | 7º posto        | Convocazioni |
| 2003 | 8º posto        | Convocazioni |
| 2005 | 10º posto       | Convocazioni |
| 2007 | non qualificata | -            |
| 2009 | non qualificata | -            |
| 2011 | 12º posto       | Convocazioni |
| 2013 | non qualificata | -            |
| 2015 | 15º posto       | Convocazioni |
| 2017 | non qualificata | -            |
| 2019 | 13º posto       | Convocazioni |
| 2021 | 23º posto       | Convocazioni |
| 2023 | 11º posto       | Convocazioni |

| 2009 | 5º posto        | Convocazioni |
| 2010 | 6º posto        | Convocazioni |
| 2011 | 5º posto        | Convocazioni |
| 2012 | 6º posto        | Convocazioni |
| 2013 | 4º posto        | Convocazioni |
| 2014 | non qualificata | -            |
| 2015 | non qualificata | -            |
| 2016 | 9º posto        | Convocazioni |
| 2017 | non qualificata | -            |
| 2018 | non qualificata | -            |
| 2019 | non qualificata | -            |
| 2021 | 7º posto        | Convocazioni |
| 2022 | 3º posto        | Convocazioni |
| 2023 | 7º posto        | Convocazioni |
| 2024 | 4º posto        | Convocazioni |
| 2025 | 3º posto        | Convocazioni |

| 2018 | non qualificata | -            |
| 2019 | 1º posto        | Convocazioni |
| 2021 | non qualificata | -            |
| 2022 | non qualificata | -            |
| 2023 | non qualificata | -            |
| 2024 | non qualificata | -            |
| 2025 | non qualificata | -            |

### Competizioni zonali
| 2015 | 9º posto | Convocazioni |